# Селия (село)
Се́лия (латыш. Sēlija) — населённый пункт в Салском крае Латвии. Административный центр Селпилсской волости. Находится у автодороги P76 (Айзкраукле — Екабпилс). Расстояние до города Екабпилс составляет около 18 км. По данным на 2015 год, в населённом пункте проживал 181 человек.

## История
В советское время населённый пункт носил название Селпилс и был центром Селпилсского сельсовета Екабпилсского района. В селе располагалась центральная усадьба колхоза «Селия».